# كولين فريغيسن

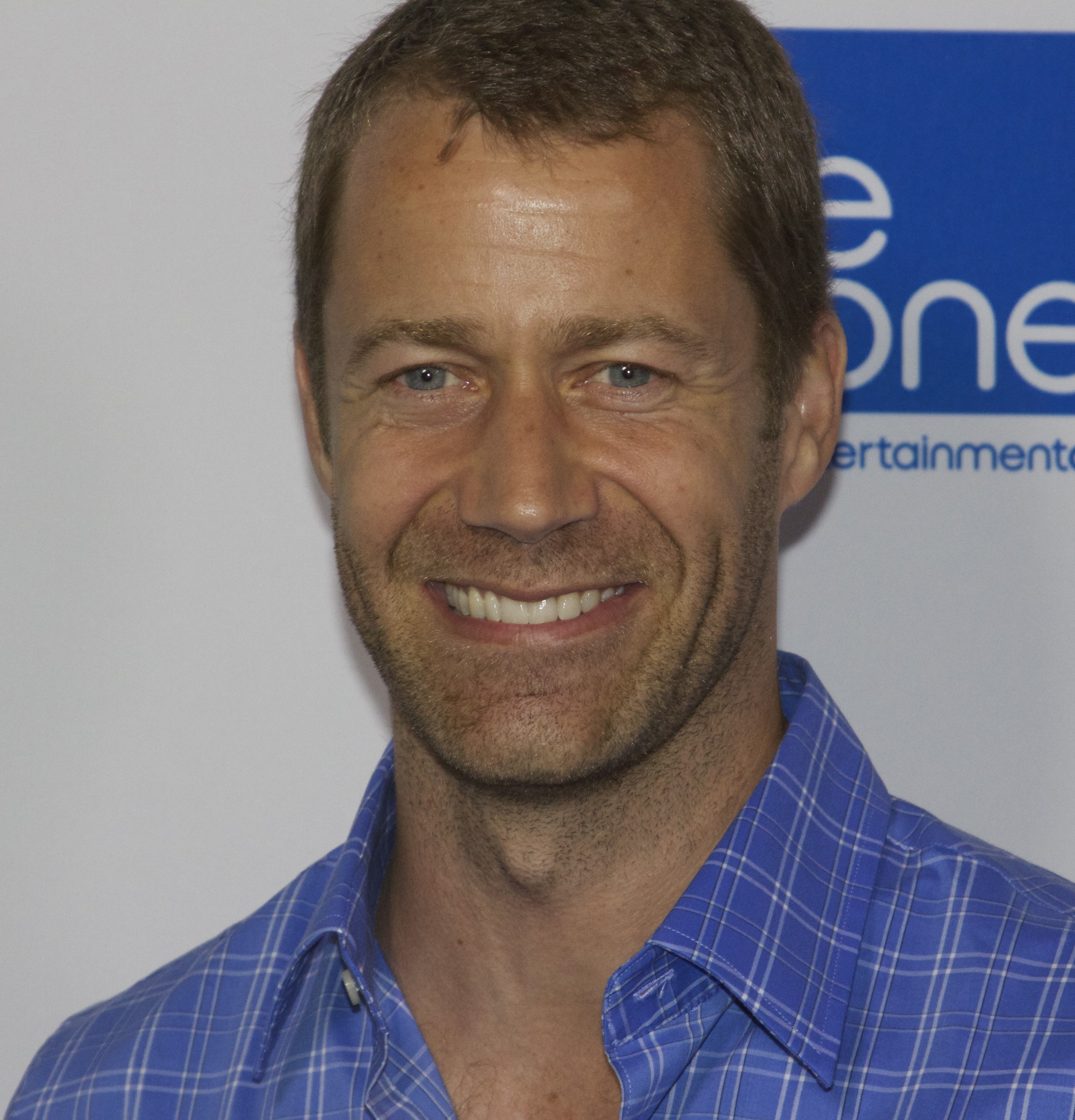

كولين فيرغسون Colin Ferguson (مواليد 22 تموز/يوليو 1972) ممثل كندي ولد في مونتريال، كيبك، وخريج كلية أبلبي في أوكفيل، أونتاريو وجامعة مكغيل في مونتريال. بالإضافة لجنسيته الكندية فإنه يحمل الجنسية البريطانية ومؤخراً حصل على الجنسية الأميركية.

## من أفلامه
| السنة | اسم الفيلم          | الدور            |
| ----- | ------------------- | ---------------- |
| 1996  | Rowing Through      | Tiff Wood        |
| 1998  | The Opposite of Sex | Tom De Lury      |
| 2001  | The Surprise Party  | Oscar            |
| 2005  | Mom at Sixteen      | Bob Cooper       |
| 2006  | Playing House       | Michael Tate     |
| 2007  | Because I Said So   | Dereck Decker    |
| 2010  | Lake Placid 3       | Nathan Bickerman |

## من أعماله التلفزيونية
| السنة         | اسم المسلسل            | الدور              | ملاحظات                                  |
| ------------- | ---------------------- | ------------------ | ---------------------------------------- |
| 1995          | هل أنت خائف من الظلام  | تومي               | الحلقة السابعة من الموسم الخامس          |
| 1997          | The Hunger             | بيتر غارسن         | الحلقة الخامسة من الموسم الأول           |
| 1998          | More Tales of the City | بورك كرستوفر أندرو |                                          |
| 2001          | تيتوس                  | د. بينيت           | الحلقة الرابعة والعشرون من الموسم الثاني |
| 2001          | The Outer Limits       | ديفيد              | الحلقة الثالثة عشر من الموسم السابع      |
| 2001          | مالكوم في الوسط        | النائب بروك        | الحلقة الرابعة من الموسم الثالث          |
| 2003          | Coupling               | باتريك ميتلند      |                                          |
| 2005          | Girlfriends            | إيريك ستون         | الحلقة السابعة من الموسم السادس          |
| 2006          | Teachers               | دوغ دايمند         | الحلقة الخامسة من الموسم الأول           |
| 2006–حتى الآن | يوريكا                 | جاك كارتر          | كل المواسم                               |
| 2007          | سي إس آي: ميامي        | دومينيك ويتفورد    | الحلقة الثامنة عشر من الموسم الخامس      |
| 2007          | Christmas in Paradise  | دان كايسي          |                                          |
| 2008          | Fear Itself            | دينيس ماهوني       | الحلقة الثالثة من الموسم الأول           |
| 2008          | Ghost Hunters          |                    | الحلقة الثانية والعشرون من الموسم الرابع |

## أعماله الإخراجية
| السنة | اسم العمل       | ملاحظات |
| ----- | --------------- | ------- |
| 2010  | Triassic Attack | IMDB    |

## وصلات خارجية
- كولين فريغيسن على موقع IMDb (الإنجليزية)
- كولين فريغيسن على موقع ألو سيني (الفرنسية)
- كولين فريغيسن على موقع أول موفي (الإنجليزية)
- كولين فريغيسن على موقع قاعدة بيانات الأفلام السويدية (السويدية)
- كولين فريغيسن على موقع إن إن دي بي (الإنجليزية)
- كولين فريغيسن على موقع قاعدة بيانات الفيلم (الإنجليزية)
- كولين فريغيسن على موقع كينوبويسك (الروسية)
- مجلة تي في غايد